# Prima ansieae
Genre
Espèce
Prima ansieae, unique représentant du genre Prima, est une espèce d'araignées aranéomorphes de la famille des Hersiliidae.

## Distribution
Cette espèce est endémique de Madagascar.

## Description
Le mâle holotype mesure 5,36 mm et les femelles de 5,25 à 6,0 mm

## Étymologie
Le genre est nommé en référence à Prima, la fille de Hersilia et l'espèce en l'honneur d'Ansie S. Dippenaar-Schoeman.

## Publication originale
- Foord, 2008 : Cladistic analysis of the Afrotropical Hersiliidae (Arachnida, Araneae) with the first records of Murricia and the description of a new genus from Madagascar. Journal of Afrotropical Zoology, vol. 4, p. 111-142.